# Улассаї
Улассаї (італ. Ulassai, сард. Ulassa) — муніципалітет в Італії, у регіоні Сардинія,  провінція Ольястра.
Улассаї розташоване на відстані близько 350 км на південний захід від Рима, 75 км на північний схід від Кальярі, 19 км на південний захід від Тортолі, 9 км на південний захід від Ланузеі.
Населення — 1491 особа (2014).
Щорічний фестиваль відбувається 15 giorni після Pasqua. Покровитель — Sant'Antioco.

## Демографія
Населення за роками:

Станом на 1 січня 2023 року в муніципалітеті офіційно проживало 17 іноземців з 8 країн, серед них 12 громадян країн Євросоюзу.

## Сусідні муніципалітети
- Естерцилі
- Гаїро
- Єрцу
- Озіні
- Пердаздефогу
- Сеуї
- Тертенія
- Уссассаї
- Віллапутцу